# Thorsten Piske
Thorsten Piske (* 5. Mai 1965 in Hamburg) ist ein deutscher Fremdsprachendidaktiker und Sprachwissenschaftler. Er ist Ordinarius für Fremdsprachendidaktik mit Schwerpunkt Didaktik des Englischen an der Friedrich-Alexander-Universität Erlangen-Nürnberg.

## Leben
Thorsten Piske studierte an der Christian-Albrechts-Universität zu Kiel die Fächer Englisch, Russisch und Allgemeine Sprachwissenschaft sowie Pädagogik und Philosophie für das Lehramt am Gymnasium, das Studium schloss er 1993 mit dem 1. Staatsexamen ab. Von 1993 bis 1997 arbeitete er als wissenschaftlicher Mitarbeiter am Englischen Seminar der Christian-Albrechts-Universität zu Kiel und von 1997 bis 1999 als NIH Postdoctoral Research Fellow am Biocommunications Laboratory, University of Alabama at Birmingham, USA. 1999 promovierte Piske an der Christian-Albrechts-Universität zu Kiel (Hauptfach: Englische Sprachwissenschaft, Nebenfächer: Slawische Sprachwissenschaft und Allgemeine Sprachwissenschaft), und 2001 erschien beim Narr Verlag seine Dissertation mit dem Titel „Artikulatorische Muster im frühen Laut- und Lexikonerwerb“.
Von 2004 bis 2011 war Thorsten Piske an der Pädagogischen Hochschule Schwäbisch Gmünd Professor für angewandte Linguistik und Didaktik des Englischunterrichts, wo er für drei Jahre auch das Amt des Prorektors für Forschung, Entwicklung und internationale Beziehungen innehatte. Seit dem Wintersemester 2011/2012 ist er Inhaber des Lehrstuhls für Fremdsprachendidaktik mit Schwerpunkt Didaktik des Englischen an der Friedrich-Alexander-Universität Erlangen-Nürnberg.

## Tätigkeitsfelder
Die aktuellen Forschungsschwerpunkte von Thorsten Piske liegen im Bereich der Schnittstelle zwischen Fremdsprachendidaktik und Sprachwissenschaft. Seine über 100 nationalen und internationalen wissenschaftlichen Publikationen und über 400 Vorträge setzen sich insbesondere mit dem Erst- und Zweitspracherwerb, dem institutionellen Fremdsprachenlernen und -lehren (v. a. im bilingualen Unterricht), Phonetik und heterogenen Lernergruppen auseinander. Zudem ist Piske u. a. Herausgeber der Reihe „Multilingualism and Language Teaching“ (mit Silke Jansen und Martha Young-Scholten) beim Narr Francke Attempto Verlag Tübingen. Des Weiteren ist er Mitglied in zahlreichen wissenschaftlichen Beiräten und als Gutachter für zahlreiche Zeitschriften, Forschungsorganisationen und Stiftungen tätig.
Von 2017 bis 2022 begleitete Thorsten Piske den „Schulversuch Bilinguale Grundschule Französisch“ (mit Patricia Uhl) und von 2019 bis 2022 die Anschlussuntersuchung in der Sekundarstufe zum Schulversuch „Bilinguale Grundschule Englisch“ (mit Anja Steinlen), die beide vom Bayerischen Staatsministerium für Bildung und Kultus, Wissenschaft und Kunst und von der Stiftung Bildungspakt Bayern gefördert wurden.
An der Universität Erlangen-Nürnberg ist Piske in der kollegialen Leitung des Departments Fachdidaktiken, als Vorstandssprecher des Sprachenzentrums sowie in verschiedenen Gremien sowie vormals als Diversity-Beauftragter der Philosophischen Fakultät und Fachbereich Theologie tätig.
Seit 2022 ist Piske beteiligter Wissenschaftler am DFG-finanzierten Graduiertenkolleg „Die Konstruktionsgrammatische Galaxis“ (GRK 2839).

## Auszeichnungen
Im Jahr 2020 wurde Thorsten Piske mit dem Preis für gute Lehre ausgezeichnet, mit dem das Bayerische Staatsministerium für Wissenschaft und Kunst jährlich die Arbeit der besten Lehrpersonen an staatlichen bayerischen Universitäten würdigt.

## Veröffentlichungen (Auswahl)

### Herausgeberschaften und Monographien
- 2001: Artikulatorische Muster im frühen Laut- und Lexikonerwerb. Tübingen: Narr. ISBN 978-3-82-334725-5
- 2009: mit M. Young-Scholten (Hg.): Input Matters in SLA. Bristol: Multilingual Matters. ISBN 978-1-84-769110-1
- 2016: mit A. K. Steinlen (Hg.): Wortschatzlernen in bilingualen Schulen und Kindertagesstätten (Forum Angewandte Linguistik F.A.L. 57). Frankfurt am Main: Peter Lang. DOI:10.3726/978-3-653-04926-8
- 2016: mit A. K. Steinlen (Hg.): Bilinguale Programme in Kindertageseinrichtungen: Umsetzungsbeispiele und Forschungsergebnisse. Tübingen: Narr Francke Attempto. ISBN 978-3-82-336902-8
- 2018: mit C. Wright und M. Young-Scholten (Hg.): Mind Matters in SLA. Bristol: Multilingual Matters. ISBN 978-1-78-892161-9
- 2022: mit A. Steinlen (Hg.): Cognition and Second Language Acquisition. Tübingen: Narr Francke Attempto. DOI:10.24053/9783823391944

### Beiträge in Zeitschriften & Sammelbänden
- 2001: mit I. R. A. MacKay und J. E. Flege: Factors affecting degree of foreign accent in an L2: A review. Journal of Phonetics 29, 191–215. DOI:10.1006/jpho.2001.0134
- 2019: mit H. Hopp, A. Steinlen und C. Schelletter: Syntactic development in early foreign language learning: Effects of L1 transfer, input and individual factors. Applied Psycholinguistics, 40/5, 1241–1267. DOI:10.1017/S0142716419000249
- 2023: mit P. Uhl und A. Steinlen: Elementary school first graders’ acquisition of productive L2 French grammar in regular and CLIL programs. Languages 2023 8(2): 138. DOI: /10.3390/languages8020138
- 2025: mit A. Steinlen: Majority and minority language elementary school children with and without reading difficulties in a regular foreign language and an immersion program: An exploratory study. Journal of Immersion and Content-Based Language Education, 13 (1), 31–54. DOI: /10.1075/jicb.24002.ste
- 2025: mit N. Jaekel, M. Schurig, P. Uhl und A. Steinlen: Conquering the tower of Babel? How linguistic distance affects second and foreign language reading in German, English and French in grade 9 in Germany. System, 131, 103630. DOI: /10.1016/j.system.2025.103630